# Тахионное поле
Тахионное поле (тахион) — это квантовое поле с мнимой массой. Хотя тахионные частицы (частицы, которые движутся быстрее света) являются чисто гипотетической концепцией, нарушающей ряд основных физических принципов, считается, что существует по крайней мере одно поле с мнимой массой, поле Хиггса. Ни при каких обстоятельствах никакие возбуждения тахионных полей не распространяются быстрее света — наличие или отсутствие тахионной (мнимой) массы не влияет на максимальную скорость сигналов, и поэтому в отличие от частиц со скоростью, превышающей скорость света, не происходит нарушения причинности. Тахионные поля играют важную роль в физике и обсуждаются в популярных книгах.
Термин «тахион» был введён Джеральдом Файнбергом в статье 1967 года, посвящённой квантовым полям с мнимой массой. Фейнберг полагал, что такие поля позволяют распространяться быстрее, чем свет, но вскоре стало понятно, что это не так. Вместо этого воображаемая масса создаёт нестабильность: любая конфигурация, в которой одно или несколько возбуждений поля являются тахионными, спонтанно распадается, и полученная конфигурация не содержит физических тахионов. Этот процесс известен как тахионная конденсация. Известный пример — конденсация бозона Хиггса в Стандартной модели физики элементарных частиц.
В современной физике все фундаментальные частицы рассматриваются как локализованные возбуждения полей. Тахионы необычны, потому что нестабильность предотвращает существование таких локализованных возбуждений. Любое локализованное возмущение, каким бы малым оно ни было, запускает экспоненциально растущий каскад, который сильно влияет на физику повсюду внутри будущего светового конуса возмущения.

## Интерпретация

### Обзор тахионной конденсации
Хотя идея тахионной мнимой массы может показаться тревожной, поскольку не существует классической интерпретации мнимой массы, масса не квантуется. Скорее, это скалярное поле; даже для тахионных квантовых полей операторы поля в точках разделённых пространственноподобными интервалами всё ещё коммутируют (или антикоммутируют), таким образом сохраняя причинность. Поэтому информация всё равно не распространяется быстрее света, и решения растут экспоненциально, но не распространяются быстрее скорости света (нарушения причинности нет).
«Мнимая масса» на самом деле означает, что система становится нестабильной. Поле нулевого значения находится на локальном неустойчивом максимуме, а не на локальном минимуме своей потенциальной энергии, подобно шару на вершине холма. Очень маленький импульс (который всегда будет возникать из-за квантовых флуктуаций) приведёт к скатыванию поля с экспоненциально возрастающей амплитудой к локальному минимуму. Таким образом, конденсация тахионов переводит физическую систему, которая достигла локального предела и от которой можно наивно ожидать, что она будет создавать физические тахионы, переходит в альтернативное стабильное состояние, в котором физические тахионы не существуют. Как только тахионное поле достигает минимума потенциала, его кванты перестают быть тахионами, а превращаются в обычные частицы с положительным квадратом массы, такие как бозон Хиггса.

### Физическая интерпретация тахионного поля и распространения сигнала
Существует простая механическая аналогия, которая иллюстрирует, что тахионные поля не распространяются быстрее света, и почему они представляют собой нестабильности и помогает объяснить значение мнимой массы (то есть квадрат массы является отрицательным).
Для длинной линии маятников, направленных прямо вниз, масса на конце каждого маятника соединена с массами двух соседей пружинами. Покачивание одного из маятников создаст две ряби, которые распространяются в обоих направлениях по линии. По мере прохождения пульсации каждый маятник, в свою очередь, несколько раз колеблется около вертикального положения. Скорость распространения этих пульсаций определяется простым образом сжатием пружин и инерционной массой грузов маятников. Формально эти параметры можно выбрать так, чтобы скорость распространения была равна скорости света. В пределе бесконечной плотности близко расположенных маятников эта модель становится идентичной релятивистской теории поля, где рябь является аналогом частиц. Для вертикального смещения маятников, требуется положительная энергия, что указывает на то, что квадрат массы этих частиц положителен.
Теперь рассмотрим такое начальное состояние, когда в момент времени t=0 все маятники расположены вертикально вверх. Очевидно, что это нестабильно, но, по крайней мере, в классической физике можно представить, что они настолько тщательно сбалансированы, что будут оставаться направленными вертикально бесконечно долго, пока их не поколеблют. Покачивание одного из перевёрнутых маятников будет иметь совсем другой эффект, чем раньше. Скорость распространения эффектов покачивания идентична той, что была раньше, поскольку ни натяжение пружины, ни инерционная масса не изменились. Однако воздействие возмущения на маятники существенно различается. Те маятники, которые почувствуют воздействие возмущения, начнут опрокидываться и будут набирать скорость экспоненциально. Действительно, легко показать, что любое локализованное возмущение запускает экспоненциально растущую нестабильность, которая влияет на всё в пределах будущего «конуса пульсации» (области размером, равным времени, умноженному на скорость распространения пульсации). В пределе бесконечной плотности маятника эта модель представляет собой тахионную теорию поля.

## Важность в физике
Явление спонтанного нарушения симметрии, тесно связанное с тахионной конденсацией, играет центральную роль во многих аспектах теоретической физики, включая теории сверхпроводимости Гинзбурга-Ландау и БКШ.
Другие примеры включают поле инфлатона в некоторых моделях космической инфляции (таких как новая инфляция) и тахион теории бозонных струн.

## Конденсат
В квантовой теории поля тахион — это квант поля (обычно скалярного поля), квадрат массы которого отрицателен и используется для описания спонтанного нарушения симметрии: существование такого поля подразумевает нестабильность поля вакуума; поле находится на локальном максимуме, а не на локальном минимуме своей потенциальной энергии, очень похоже на мяч на вершине холма. Очень малый импульс (который всегда возникает из-за квантовых флуктуаций) приведёт к тому, что поле (мяч) скатится вниз с экспоненциально возрастающей амплитудой: это вызовет конденсацию тахионов. Как только тахионное поле достигает минимума потенциала, его кванты перестают быть тахионами, а имеют положительный квадрат массы. Бозон Хиггса Стандартной модели физики элементарных частиц является примером.
Квадрат массы — это вторая производная эффективного потенциала (по компонентам поля). Для тахионного поля вторая производная отрицательна, что означает, что эффективный потенциал находится в локальном максимуме, а не в локальном минимуме. Следовательно, эта ситуация неустойчива и поле будет скатываться вниз по потенциалу.
Поскольку квадрат массы тахиона отрицателен, формально он имеет мнимую массу. Это частный случай общего правила, когда нестабильные массивные частицы формально описываются как имеющие комплексную массу, причём действительная часть — это их масса в обычном смысле, а мнимая часть — скорость распада в натуральных единицах.
Однако в квантовой теории поля частица («одночастичное состояние») грубо определяется как состояние, постоянное во времени; то есть собственное значение гамильтониана. Нестабильная частица — это состояние, которое остаётся лишь приблизительно постоянным во времени; если оно существует достаточно долго, чтобы его можно было измерить, то его можно формально описать как имеющий комплексную массу, при этом действительная часть массы больше, чем её мнимая часть. Если обе части имеют одинаковую величину, это интерпретируется как резонанс, возникающий в процессе рассеяния, а не как частица, поскольку считается, что он не существует достаточно долго, чтобы его можно было измерить независимо от процесса рассеяния. В случае тахиона действительная часть массы равна нулю, и, следовательно, его нельзя понимать как частицу.
Даже для тахионных квантовых полей операторы поля в точках разделённых пространственноподобными интервалами по-прежнему коммутируют (или антикоммутируют), сохраняя тем самым принцип причинности. По тесно связанным причинам максимальная скорость сигналов, посылаемых тахионным полем, строго ограничена сверху скоростью света. Поэтому информация никогда не движется быстрее света, независимо от наличия или отсутствия тахионных полей.
Примерами тахионных полей являются все случаи спонтанного нарушения симметрии. В физике конденсированного состояния ярким примером является ферромагнетизм; в физике элементарных частиц наиболее известным примером является механизм Хиггса в Стандартной модели.

## Тахионы в теории струн
В теории струн тахионы имеют ту же интерпретацию, что и в квантовой теории поля. Однако теория струн может в принципе, не только описать физику тахионных полей, но и предсказать, появятся ли такие поля.
Тахионные поля действительно возникают во многих версиях теории струн. В общем, теория струн утверждает, что то, что мы видим как «частицы» (электроны, фотоны, гравитоны и так далее), на самом деле представляют собой разные колебательные состояния одной и той же основной струны. Массу частицы можно определить по вибрациям струны. Тахионы часто появляются в спектре допустимых состояний струны в том смысле, что некоторые состояния имеют отрицательный квадрат массы и, следовательно, мнимую массу. Если тахион появляется как колебательная мода открытой струны, это сигнализирует о нестабильности базовой системы D-бран, к которой прикреплена струна. Тогда система распадется до состояния замкнутых струн и/или стабильных D-бран. Если тахион представляет собой колебательную моду закрытой струны, это указывает на нестабильность самого пространства-времени. В общем, неизвестно (или теоретически), во что распадется эта система. Однако, если тахион замкнутой струны локализован вокруг сингулярности пространства-времени, в конечной точке процесса распада сингулярность часто будет разрешена.